# Helvi Sipilä
Helvi Sipilä   (Hèlsinki, 5 de maig de 1915 - Hèlsinki, 15 de maig de 2009) va ser una diplomàtica i advocada finlandesa, la primera dona en ostentar el càrrec de Subsecretària General de les Nacions Unides en un moment en què el 97% dels directius de l'organització eren homes.
Va ser reconeguda com a defensora dels drets de la dona i de diversos grups vulnerables. També va liderar diverses organitzacions internacionals com l'Associació Mundial de Noies Guies i Noies Escoltes, la Federació Internacional de Dones Advocades, Zonta International o el Consell Internacional de Dones.
Va mantenir-se activa després de retirar-se de les Nacions Unides i el 1982 va ser la primera dona en presentar-se al càrrec de Presidenta de Finlàndia com a candidata del Partit Liberal.